# Sekirevo Selo
Sekirevo Selo es una localidad de Croacia en el municipio de Gornja Stubica, condado de Krapina-Zagorje.

## Geografía
Se encuentra a una altitud de 264 m s. n. m. a 38,9 km de la capital nacional, Zagreb.

## Demografía
En el censo 2011, el total de población de la localidad fue de 34 habitantes.